# S
S je devetnajsta črka slovenske abecede.

## PomeniS
- S je simbol za kemijski element žveplo.
- v biokemiji je S enočrkovna oznaka za aminokislino serin
- S je enota simens
- s je enota sekunda